# Gottfried Julius Bergfeld
Gottfried Julius Bergfeld (* 19. Juli 1875 in Bremen; † 8. September 1934 in Bremen) war ein deutscher Fabrikant.

## Biografie

### Familie, Ausbildung und Beruf
Bergfeld stammte aus der Unternehmerfamilie Bergfeld. Er war Enkel von Ludwig Bergfeld und Sohn von Gottfried Bergfeld, der auch Kammerpräses der Handwerkskammer Bremen war. Er absolvierte ein Internat und studierte dann am Polytechnikum Karlsruhe. Während seines Studiums in Karlsruhe wurde er dort 1894 Mitglied des Corps Saxonia. 1901 trat er in die Gold- und Schmiedefabrik Koch & Bergfeld ein, die aber erst seit 1856 unter dieser Bezeichnung firmierte. Er wurde 1901 Teilhaber des Unternehmens. Die Firma wurde 1829 von Gottfried Koch gegründet und Ludwig Bergfeld trat der Firma bald bei. Gottfried Bergfeld leitete den betrieblichen Teil der Firma, Gottfried Koch jun. den technischen Bereich. Zwischen 1890 und 1900 wuchs die Mitarbeiterzahl von 400 auf 600 und um 1900/1914 auf rund 800 an. Die Familie Bergfeld schied 1934 aus dem Unternehmen aus.

### Weitere Mitgliedschaften und Ämter
Bergefeld war der Förderer des bremischen Kunstgewerbes. Von 1922 bis 1925 war er Vorsitzender des Bremer Automobil-Clubs und er stiftete den Goldenen Bergfeldpokal. Er war Mitglied des Aufsichtsrates des Bankvereins für Norddeutschland AG, die von 1921 bis 1945 so firmierte. Als Vorstandsmitglied des Bremer Vereins für Luftfahrt von 1909 war er auch ein Verantwortlicher, der die Grundlagen für den Flughafen Bremen schuf.
Ehrungen
- Die Bergfeldstraße in Bremen, Stadtteil Obervieland, Ortsteil Habenhausen, wurde nach ihm benannt.